# Foggiano (Melfi)
Foggiano è una frazione di Melfi di 250 abitanti che si trova a 12 km di distanza dal comune di appartenenza; si trova sul fianco nord-occidentale del Monte Vulture a 430 metri sul livello del mare, ed è affacciato sulla valle del fiume Ofanto. È situato a pochi chilometri dai Laghi di Monticchio.

## Storia
È difficile poter stabilire quali siano stati i primi insediamenti ed a quale epoca risalgano, dato che non esistono documenti che comprovino le origini di Foggiano.
Si ha notizia del suo territorio in una bolla dell'anno 1037, con la quale Nicola, arcivescovo di Canosa-Bari, istituiva la Cattedrale Vescovile a Melfi. Nella bolla era nominato, come facente parte del territorio, un « locum qui dicitur Sancti Felicis » che compare nuovamente e in una bolla di Papa Callisto II del 1120, con l'appellativo di« Sancti Felicis de Fuciano ».
Tale citazione, che indica questa volta l'ubicazione di S. Felice (Foggiano), fa parte dell'elenco dei beni posseduti in quel tempo dal cenobio benedettino di S. Michele del Vulture. 
Possiamo, dunque, dedurre che quelle terre furono intorno al 1000 rifugi monastici e tali restarono per alcuni secoli, dal momento che
ancora nel 1315 le terre di Foggiano risultano concesse dai monaci benedettini in enfiteusi ad un cortigiano degli Angioini a nome Pietro di
Villaperosa « pro certo tempore ad annuam pensionem » .
Frattanto quella fertile zona divenne ambita dai cittadini di Melfi, i quali, nell'intento di eliminare il dominio benedettino, diedero luogo
a disordini e a ribellioni. Il giustiziere del Re Roberto d'Artois fu indotto, di conseguenza, nel 1328, ad estromettere da Foggiano i melfitani riottosi e cedere in fitto ad un tal Filippo da Rivonigro. Fu in tale periodo che Foggiano si popolò di nativi di Rionero,  i
quali si dedicarono alle colture ed agli allevamenti, incoraggiati da quegli ubertosi terreni vulcanici e dai pascoli invernali che i vasti boschi offrivano. Il desiderio dei melfitani di entrare in possesso di Foggiano divenne realtà nel 1412 quando Foggiano entrò a far parte dei
possedimenti dell'Università di Melfi e tutto il suo territorio fu riconosciuto, dal 1525, non più come feudo, ma come "difesa", cioè come proprietà esclusiva della città. La sua economia è basata sull'agricoltura e sull'industria, essendo vicino ad importanti stabilimenti di imbottigliamento di acque minerali.

## Monumenti e luoghi d'interesse
- Chiesa parrocchiale di San Giuseppe
- Grotte Le Ripe
- Centrale idroelettrica costruita alla fine dell'800 (oggi in disuso)

## Sport

### Calcio
La principale squadra di calcio locale è l'A.S.D. Foggiano Melfi che milita in Promozione.

### Impianti sportivi
- Campo sportivo (calcio)